# Rende Calcio 1968 2017-2018
Questa voce raccoglie le informazioni riguardanti il Rende Calcio 1968 nelle competizioni ufficiali della stagione 2017-2018.

## Stagione
La stagione 2017-2018 è per il Rende Calcio la 6ª partecipazione alla terza serie del Campionato italiano di calcio, di cui 5 in Serie C1 e 1 Serie C. L'ultima volta della squadra tra i professionisti fu durante la stagione 1983/1984, nell'allora Serie C1.
La squadra del tecnico Bruno Trocini ha svolto il ritiro estivo pre-stagionale a Villaggio Palumbo, nella Sila catanzarese tenutosi dal 16 al 27 luglio. Durante il ritiro, il Rende ha giocato un'amichevole contro l'A.S.D. Aprigliano 1980, militante in Promozione Calabria, vinta per 10-0.
Il 30 luglio 2017 i biancorossi esordiscono nella prima partita ufficiale contro il Padova, valida per la Coppa Italia 2017-2018, persa per 2-1 ai tempi supplementari.
Il 4 agosto il Rende Calcio viene ufficialmente escluso dal ripescaggio in Serie C per via di una fideiussione ritenuta non valida dal Covisoc. La società ingaggia l'avvocato Chiacchio come proprio legale.
Il 7 agosto la società comunica di aver depositato il ricorso al Collegio di Garanzia del Coni.
L'11 agosto vince il ricorso al Collegio di Garanzia del Coni e viene ammessa al campionato di Serie C 2017-2018.
Il 26 agosto fa il suo esordio in campionato nel derby contro la Reggina vincendo per 1-0 allo stadio Lorenzon.
Il 2 novembre la società viene deferita dalla Procura federale a causa della prima fideiussione considerata fasulla. Alla società viene chiesto un punto di penalizzazione e l’inibizione del legale rappresentante del club. Successivamente il 19 dicembre la società e il presidente vengono ufficialmente prosciolti dal Collegio giudicante con la formula  “perché il fatto non costituisce violazione”.
Con cinque vittorie in sette straregionali e il raggiungimento con largo anticipo della permanenza in Serie C, il Rende raggiunge l'apice della sua storia calcistica.

## Divise e sponsor
Lo sponsor tecnico per la stagione 2017-2018 è Erreà, mentre lo sponsor ufficiale è Calabra Maceri e Servizi S.p.a.
| Casa | Trasferta | Terza divisa |

## Organigramma societario

### Area direttiva
- Direttore generale: Giovanni Ciardullo
- Segretario generale: Stefano Tocci
- Responsabile comunicazione e stampa: Francesco Pirillo

### Area tecnica
- Allenatore prima squadra: Bruno Trocini
- Allenatore in seconda: Maximiliano Ginobili
- Allenatore dei portieri: Alessandro Greco
- Preparatore atletico: Michele Bruni
- Collaboratore tecnico: Antonio Pellegrino
- Responsabile area tecnica: Giovanbattista Martino
- Magazzinieri: Natale Giudice
- Magazzinieri: Francesco Turano
- Magazzinieri: Giovanni Belmote
- Responsabile struttura "Marco Lorenzon": Antonio Dodaro
- Responsabile sicurezza: Salvatore Granieri

### Area sanitaria
- Medico sociale: Sergio Proto
- Riferimento diagnostico: Studio Radiologico Federico
- Fisioterapista: Riccardo Ciatti
- Fisioterapista: Giuseppe Suriano

## Rosa
| N. |                      | Ruolo | Calciatore            |
| -- | -------------------- | ----- | --------------------- |
| 1  | Italia (bandiera)    | P     | Giuseppe De Brasi     |
| 2  | Italia (bandiera)    | D     | Orlando Viteritti     |
| 3  | Italia (bandiera)    | D     | Francesco Pambianchi  |
| 4  | Italia (bandiera)    | C     | Matteo Boscaglia      |
| 5  | Italia (bandiera)    | D     | Mattia Sanzone        |
| 6  | Italia (bandiera)    | D     | Paride Marchio        |
| 7  | Italia (bandiera)    | A     | Denny Gigliotti       |
| 8  | Italia (bandiera)    | C     | Giuseppe Piromallo    |
| 9  | Italia (bandiera)    | A     | Giovanni Ricciardo    |
| 10 | Argentina (bandiera) | A     | Gustavo Actis Goretta |
| 11 | Italia (bandiera)    | C     | Riccardo Rossini      |
| 12 | Italia (bandiera)    | P     | Demetrio Cassalia     |
| 13 | Italia (bandiera)    | D     | Gabriele Germinio     |

| N. |                    | Ruolo | Calciatore         |
| -- | ------------------ | ----- | ------------------ |
| 14 | Italia (bandiera)  | D     | Alex Coppola       |
| 15 | Italia (bandiera)  | A     | Francesco Felleca  |
| 16 | Italia (bandiera)  | C     | Domenico Franco    |
| 17 | Francia (bandiera) | D     | Allan Blaze        |
| 18 | Italia (bandiera)  | D     | Pasquale Porcaro   |
| 19 | Italia (bandiera)  | A     | Francesco Vivacqua |
| 20 | Marocco (bandiera) | C     | Mohamed Laaribi    |
| 21 | Italia (bandiera)  | A     | Alessandro Godano  |
| 24 | Italia (bandiera)  | A     | Gabriele Novello   |
| 25 | Italia (bandiera)  | D     | Antonio Calvanese  |
| 26 | Italia (bandiera)  | D     | Giuseppe Cuomo     |
| 30 | Brasile (bandiera) | A     | Michel Ferreira    |
|    | Italia (bandiera)  | P     | Emanuele Polverino |

## Calciomercato

### Sessione estiva(dal 1/7 al 31/8)
| Acquisti | Acquisti             | Acquisti           | Acquisti                            |
| R.       | Nome                 | da                 | Modalità                            |
| -------- | -------------------- | ------------------ | ----------------------------------- |
| P        | Giuseppe De Brasi    | Castrovillari      | fine prestito                       |
| P        | Francesco Forte      | Maceratese         |                                     |
| D        | Francesco Pambianchi | Taranto            | definitivo (scadenza giugno 2018)'' |
| D        | Antonio Calvanese    | Aversa Normanna    | prestito                            |
| D        | Alex Coppola         | Genoa              | definitivo (scadenza giugno 2018)   |
| D        | Gabriele Germinio    | Isola Capo Rizzuto |                                     |
| D        | Pasquale Porcaro     | Sicula Leonzio     | definitivo (scadenza giugno 2018)   |
| D        | Luigi Savettieri     | Pomezia            |                                     |
| C        | Mohamed Laaribi      | Roccella           |                                     |
| C        | Riccardo Rossini     | Pro Piacenza       | definitivo (scadenza giugno 2018)   |
| C        | Allan Blaze          | L.G. Trino         | definitivo (scadenza giugno 2018)   |
| C        | Domenico Franco      | Monopoli           | svincolato                          |
| C        | Andrej Modić         | Milan              | prestito                            |
| C        | Mihael Modić         | Milan              | definitivo                          |
| A        | Francesco Felleca    | Cavese             | definitivo (scadenza giugno 2018)   |
| A        | Giovanni Ricciardo   | Sicula Leonzio     | definitivo (scadenza giugno 2018)   |
| A        | Gabriele Novello     | Mons Calpe         |                                     |

| Cessioni | Cessioni            | Cessioni         | Cessioni          |
| R.       | Nome                | a                | Modalità          |
| -------- | ------------------- | ---------------- | ----------------- |
| P        | Manuel Puterio      | Cosenza          | Riscatto gratuito |
| P        | Gianluca Falcone    | FC Francavilla   |                   |
| P        | Fabio Spano         | Catanzaro        | Fine prestito     |
| D        | Salvatore Serleti   | Crotone          | Fine prestito     |
| D        | Alessandro Manes    | Acireale         | Definitivo        |
| D        | Aldo Arcuri         | Trapani          |                   |
| D        | Vincenzo Colucci    |                  |                   |
| D        | Giuseppe Formosa    | Ghivizzano       |                   |
| C        | Adriano Fiore       | Acri             | Definitivo        |
| C        | Gaetano Falbo       | Cosenza          | Riscatto gratuito |
| C        | Davide Faraco       |                  |                   |
| C        | Valentino Azzinnaro |                  |                   |
| C        | Giuseppe Benincasa  | Orizzonti United |                   |
| A        | Micheal Ferreira    | Sicula Leonzio   | Definitivo        |
| A        | Christian Iannelli  |                  |                   |

### Sessione invernale(dal 3/1 al 31/1)
| Acquisti | Acquisti           | Acquisti       | Acquisti |
| R.       | Nome               | da             | Modalità |
| -------- | ------------------ | -------------- | -------- |
| P        | Emanuele Polverino | Juve Stabia    | prestito |
| D        | Giuseppe Cuomo     | Crotone        | prestito |
| A        | Michel Ferreira    | Sicula Leonzio | prestito |

| Cessioni | Cessioni        | Cessioni   | Cessioni      |
| R.       | Nome            | a          | Modalità      |
| -------- | --------------- | ---------- | ------------- |
| P        | Francesco Forte | Casertana  | prestito      |
| D        | Luigi Savatteri | svincolato |               |
| C        | Andrej Modic    | Milan      | fine prestito |
| A        | Mihael Modic    | Milan      | fine prestito |

## Risultati

### Coppa Italia

#### Primo turno
| Arbitro: | Perotti (Legnano) |

|                     |           |             |
| Marcandella 3’ 109’ | Marcatori | 34’ Goretta |

### Serie C

#### Giornate d'andata
| Arbitro: | Valiante (Salerno) |

|               |           |  |
| Ricciardo 82’ | Marcatori |  |

| Arbitro: | De Remigis (Teramo) |

|                                   |           |                                      |
| Salvemini 13’ (rig.) Mileto 45+2’ | Marcatori | 30’ Gigliotti 78’ Franco 83’ Rossini |

| Arbitro: | Provesi (Treviglio) |

|  |           |             |
|  | Marcatori | 46’ Mancino |

| Arbitro: | Zufferli (Udine) |

|             |           |  |
| Mancosu 58’ | Marcatori |  |

| Arbitro: | Ricci (Firenze) |

|  |           |              |
|  | Marcatori | 36’ Saraniti |

| 1 ottobre 2017 Turno di riposo |  | – |  |  |

| Arbitro: | Bitonti (Bologna) |

|                  |           |               |
| Mastropietro 83’ | Marcatori | 64’ Viavacqua |

| Arbitro: | Fiorini (Frosinone) |

|                          |           |                      |
| Vivacqua 17’ Coppola 90’ | Marcatori | 79’ (rig.) Infantino |

| Bisceglie 14 ottobre 2017, ore 16.30 CEST 9ª giornata | Bisceglie        | 0 – 0 referto | Rende | Stadio Gustavo Ventura (747 spett.)\| Arbitro: \| Gualtieri (Asti) \| |
| Arbitro:                                              | Gualtieri (Asti) |               |       |                                                                       |

| Arbitro: | Moriconi (Roma 2) |

|             |           |  |
| Rossini 64’ | Marcatori |  |

| Arbitro: | Marini (Trieste) |

|            |           |  |
| Paponi 41’ | Marcatori |  |

| Arbitro: | Luciani (Roma 1) |

|             |           |  |
| Laaribi 32’ | Marcatori |  |

| Arbitro: | Miele (Nola) |

|                                              |           |  |
| Evacuo 4’ Murano 16’ Silvestri 53’ Fazio 79’ | Marcatori |  |

| Arbitro: | Cipriani (Empoli) |

|  |           |             |
|  | Marcatori | 47’ Rossini |

| Arbitro: | Santoro (Messina) |

|                               |           |  |
| Actis Goretta 11’, 55’ (rig.) | Marcatori |  |

| Caserta 25 novembre 2017, ore 18.30 CET 16ª giornata | Casertana        | 0 – 0 referto | Rende | Stadio Alberto Pinto\| Arbitro: \| Capone (Palermo) \| |
| Arbitro:                                             | Capone (Palermo) |               |       |                                                        |

| Rende 3 dicembre 2017, ore 16.30 CEST 17ª giornata | Rende        | 0 – 0 referto | Cosenza | Stadio Marco Lorenzon (3.800 spett.)\| Arbitro: \| Mei (Pesaro) \| |
| Arbitro:                                           | Mei (Pesaro) |               |         |                                                                    |

| Arbitro: | Giuda (Salerno) |

|                                             |           |               |
| Scaringella 45’ Tiritiello 65’ Esposito 72’ | Marcatori | 20’ Ricciardo |

| Arbitro: | Massimi (Termoli) |

|  |           |                                  |
|  | Marcatori | 28’ Curiale 54’ (rig.), 70’ Ripa |

#### Giornate di ritorno
| Arbitro: | Pasciuta (Agrigento) |

|  |           |                                     |
|  | Marcatori | 26’ Goretta 34’ Rossini 68’ Laaribi |

| Arbitro: | Cascone (Nocera Inferiore) |

|                       |           |  |
| Franco 2’ Rossini 50’ | Marcatori |  |

| Arbitro: | Meleleo (Casarano) |

|  |           |             |
|  | Marcatori | 39’ Porcaro |

| Arbitro: | Amabile (Vicenza) |

|  |           |             |
|  | Marcatori | 69’ Cosenza |

| Francavilla Fontana 4 febbraio 2018, ore 16.30 CET 24ª giornata | Virtus Francavilla         | 0 – 0 referto | Rende | Stadio Franco Fanuzzi\| Arbitro: \| Garofalo (Torre del Greco) \| |
| Arbitro:                                                        | Garofalo (Torre del Greco) |               |       |                                                                   |

| 11 febbraio 2018, ore CET 25ª giornata Turno di riposo |  | – |  |  |

| Arbitro: | Di Cairano (Ariano Irpino) |

|                                        |           |  |
| Ricciardo 13’ Goretta 68’ Ferreira 83’ | Marcatori |  |

| Arbitro: | Marcenaro (Genova) |

|  |           |            |
|  | Marcatori | 71’ Franco |

| Arbitro: | Luciani (Roma 1) |

|               |           |               |
| Gigliotti 79’ | Marcatori | 41’ Jovanovic |

| Arbitro: | Cudini (Fermo) |

|                                    |           |  |
| Cuppone 42’ Scarpa 51’ (rig.), 71’ | Marcatori |  |

| Arbitro: | Ayroldi (Molfetta) |

|           |           |              |
| Cuomo 11’ | Marcatori | 59’ Crialese |

| Arbitro: | Natilia (Molfetta) |

|              |           |  |
| Esposito 40’ | Marcatori |  |

| Arbitro: | Guida (Salerno) |

|  |           |               |
|  | Marcatori | 5’ Pagliarulo |

| Arbitro: | De Remigis (Teramo) |

|  |           |           |
|  | Marcatori | 93’ Longo |

| Arbitro: | Gariglio (Pinerolo) |

|  |           |               |
|  | Marcatori | Gigliotti 64’ |

| Arbitro: | Zufferli (Udine) |

|  |           |             |
|  | Marcatori | De Rose 68’ |

| Arbitro: | Nicoletti (Catanzaro) |

|  |           |                                        |
|  | Marcatori | 15’Goretta 40’ Viteritti 72’ Gigliotti |

| Arbitro: | Santoro (Messina) |

|            |           |               |
| Franco 76’ | Marcatori | 57’ Lattanzio |

| Arbitro: | Robilotta (Sala Consilina) |

|                                                                    |           |                   |
| Mazzarani 25’ Russotto 35’ Brodic 48’, 52’ Rizzo 84’ Di Grazia 90’ | Marcatori | 74’ (aut.) Bucolo |

### Coppa Italia Serie C

#### Fase eliminatoria a gironi

##### Girone I
| Squadra   | P.ti | G | V | N | P | GF | GS | DR |
| --------- | ---- | - | - | - | - | -- | -- | -- |
| Reggina   | 6    | 2 | 2 | 0 | 0 | 3  | 0  | +3 |
| Rende     | 3    | 2 | 1 | 0 | 1 | 2  | 3  | -1 |
| Catanzaro | 0    | 2 | 0 | 0 | 2 | 1  | 3  | -2 |

| Arbitro: | Cascone (Nocera Inferiore) |

|                   |           |                              |
| Coppola (aut) 70’ | Marcatori | 6’ Felleca 47’ (rig.) Franco |

| Arbitro: | Nicoletti (Catanzaro) |

|  |           |                       |
|  | Marcatori | 18’ Silenzi 75’ Tazza |

## Statistiche

### Statistiche squadra
| Competizione         | Punti                      | In casa | In casa | In casa | In casa | In casa | In casa | In trasferta | In trasferta | In trasferta | In trasferta | In trasferta | In trasferta | Totale | Totale | Totale | Totale | Totale | Totale | DR |
| Competizione         | Punti                      | G       | V       | N       | P       | Gf      | Gs      | G            | V            | N            | P            | Gf           | Gs           | G      | V      | N      | P      | Gf     | Gs     | DR |
| -------------------- | -------------------------- | ------- | ------- | ------- | ------- | ------- | ------- | ------------ | ------------ | ------------ | ------------ | ------------ | ------------ | ------ | ------ | ------ | ------ | ------ | ------ | -- |
| Serie C              | 50                         | 18      | 7       | 4       | 7       | 15      | 13      | 18           | 7            | 4            | 7            | 16           | 22           | 36     | 14     | 8      | 14     | 31     | 35     | -4 |
| Coppa Italia         | Primo turno eliminatorio   | 0       | 0       | 0       | 0       | 0       | 0       | 1            | 0            | 0            | 1            | 1            | 2            | 1      | 0      | 0      | 1      | 1      | 2      | -1 |
| Coppa Italia Serie C | Fase eliminatoria a gironi | 1       | 0       | 0       | 1       | 0       | 2       | 1            | 1            | 0            | 0            | 2            | 1            | 2      | 1      | 0      | 1      | 2      | 3      | -1 |
| Totale               | 50                         | 19      | 7       | 4       | 7       | 15      | 15      | 20           | 7            | 4            | 8            | 19           | 25           | 39     | 15     | 8      | 16     | 34     | 40     | -6 |

### Andamento in campionato
| Giornata  | 1 | 2 | 3 | 4 | 5  | 6 | 7  | 8 | 9  | 10 | 11 | 12 | 13 | 14 | 15 | 16 | 17 | 18 | 19 | 20 | 21 | 22 | 23 | 24 | 25 | 26 | 27 | 28 | 29 | 30 | 31 | 32 | 33 | 34 | 35 | 36 | 37 | 38 |
| --------- | - | - | - | - | -- | - | -- | - | -- | -- | -- | -- | -- | -- | -- | -- | -- | -- | -- | -- | -- | -- | -- | -- | -- | -- | -- | -- | -- | -- | -- | -- | -- | -- | -- | -- | -- | -- |
| Luogo     | C | T | C | T | C  |   | T  | C | T  | C  | T  | C  | T  | T  | C  | T  | C  | T  | C  | T  | C  | T  | C  | T  |    | C  | T  | C  | T  | C  | T  | C  | C  | T  | C  | T  | C  | T  |
| Risultato | V | V | P | P | P  |   | N  | V | N  | V  | P  | V  | P  | V  | V  | N  | N  | P  | P  | V  | V  | V  | P  | N  |    | V  | V  | N  | P  |    |    |    |    |    |    |    |    |    |
| Posizione | 4 | 1 | 2 | 7 | 11 |   | 13 | 9 | 10 | 8  | 10 | 7  | 8  | 7  | 4  | 5  | 6  | 6  | 9  | 7  | 6  | 4  | 6  | 6  | 6  | 5  | 5  | 6  | 7  |    |    |    |    |    |    |    |    |    |

Legenda:

Luogo: C = Casa; T = Trasferta. Risultato: V = Vittoria; N = Pareggio; P = Sconfitta.

### Statistiche giocatori
| Giocatore         | Serie C  | Serie C | Serie C     | Serie C    | Coppa Italia | Coppa Italia | Coppa Italia | Coppa Italia | Coppa Italia Serie C | Coppa Italia Serie C | Coppa Italia Serie C | Coppa Italia Serie C | Totale   | Totale | Totale      | Totale     |
| Giocatore         | Presenze | Reti    | Ammonizioni | Espulsioni | Presenze     | Reti         | Ammonizioni  | Espulsioni   | Presenze             | Reti                 | Ammonizioni          | Espulsioni           | Presenze | Reti   | Ammonizioni | Espulsioni |
| ----------------- | -------- | ------- | ----------- | ---------- | ------------ | ------------ | ------------ | ------------ | -------------------- | -------------------- | -------------------- | -------------------- | -------- | ------ | ----------- | ---------- |
| G. De Brasi       | 14       | -1      | 2           | 0          | 1            | -1           | 0            | 0            | 2                    | -3                   | 0                    | 0                    | 17       | -5     | 2           | 0          |
| E. Polverino      | 0        | 0       | 0           | 0          | 0            | 0            | 0            | 0            | 0                    | 0                    | 0                    | 0                    | 0        | 0      | 0           | 0          |
| A. Blaze          | 30       | 0       | 5           | 0          | 1            | 0            | 0            | 0            | 0                    | 0                    | 0                    | 0                    | 31       | 0      | 5           | 0          |
| A. Calvanese      | 5        | 0       | 0           | 0          | 0            | 0            | 0            | 0            | 1                    | 0                    | 0                    | 0                    | 6        | 0      | 0           | 0          |
| A. Coppola        | 3        | 1       | 0           | 0          | 0            | 0            | 0            | 0            | 2                    | 0                    | 0                    | 0                    | 5        | 1      | 0           | 0          |
| G. Cuomo          | 4        | -       | 1           | -          | 0            | 0            | 0            | 0            | 0                    | 0                    | 0                    | 0                    | 4        | 0      | 1           | 0          |
| G. Germinio       | 8        | 0       | 1           | 0          | 0            | 0            | 0            | 0            | 2                    | 0                    | 0                    | 0                    | 10       | 0      | 1           | 0          |
| P. Marchio        | 18       | 0       | 1           | 0          | 1            | 0            | 0            | 0            | 2                    | 0                    | 0                    | 0                    | 21       | 0      | 1           | 0          |
| F. Pambianchi     | 31       | 0       | 3           | 0          | 1            | 0            | 0            | 0            | 1                    | 0                    | 0                    | 0                    | 33       | 0      | 3           | 0          |
| P. Porcaro        | 18       | 1       | 2           | 1          | 0            | 0            | 0            | 0            | 0                    | 0                    | 0                    | 0                    | 18       | 1      | 2           | 1          |
| M. Sanzone        | 31       | 0       | 0           | 0          | 1            | 0            | 0            | 0            | 0                    | 0                    | 0                    | 0                    | 32       | 0      | 0           | 0          |
| L. Savettieri     | 0        | 0       | 0           | 0          | 0            | 0            | 0            | 0            | 1                    | 0                    | 0                    | 0                    | 1        | 0      | 0           | 0          |
| M. Boscaglia      | 22       | 0       | 5           | 0          | 1            | 0            | 0            | 0            | 2                    | 0                    | 0                    | 0                    | 25       | 0      | 5           | 0          |
| D. Franco         | 29       | 5       | 3           | 1          | 0            | 0            | 0            | 0            | 2                    | 1                    | 0                    | 0                    | 31       | 6      | 3           | 1          |
| D. Gigliotti      | 33       | 4       | 8           | 0          | 1            | 0            | 0            | 0            | 1                    | 0                    | 0                    | 0                    | 35       | 4      | 8           | 0          |
| A. Otranto Godano | 24       | 0       | 3           | 0          | 1            | 0            | 0            | 0            | 2                    | 0                    | 0                    | 0                    | 27       | 0      | 3           | 0          |
| M. Laaribi        | 34       | 2       | 7           | 0          | 1            | 0            | 0            | 0            | 0                    | 0                    | 0                    | 0                    | 35       | 2      | 7           | 0          |
| G. Novello        | 1        | 0       | 0           | 0          | 0            | 0            | 0            | 0            | 1                    | 0                    | 0                    | 0                    | 2        | 0      | 0           | 0          |
| G. Piromallo      | 2        | 0       | 0           | 0          | 0            | 0            | 0            | 0            | 0                    | 0                    | 0                    | 0                    | 2        | 0      | 0           | 0          |
| R. Rossini        | 34       | 5       | 3           | 0          | 1            | 0            | 0            | 0            | 0                    | 0                    | 0                    | 0                    | 35       | 5      | 3           | 0          |
| O. Viteritti      | 18       | -       | -           | -          | 1            | 0            | 0            | 0            | 1                    | 0                    | 0                    | 0                    | 20       | 0      | 0           | 0          |
| G. Actis Goretta  | 34       | 4       | 2           | 0          | 1            | 1            | 0            | 0            | 1                    | 0                    | 0                    | 1                    | 36       | 5      | 2           | 1          |
| F. Felleca        | 9        | 0       | 0           | 0          | 0            | 0            | 0            | 0            | 2                    | 1                    | 0                    | 0                    | 11       | 1      | 0           | 0          |
| M. Ferreira       | 15       | 1       | 1           | 0          | 0            | 0            | 0            | 0            | 0                    | 0                    | 0                    | 0                    | 15       | 1      | 1           | 0          |
| G. Ricciardo      | 26       | 3       | 0           | 0          | 1            | 0            | 0            | 0            | 0                    | 0                    | 0                    | 0                    | 27       | 3      | 0           | 0          |
| F. Vivacqua       | 34       | 2       | 1           | 0          | 0            | 0            | 0            | 0            | 0                    | 0                    | 0                    | 0                    | 34       | 2      | 1           | 0          |
| A. Modić          | 6        | 0       | 0           | 0          | 0            | 0            | 0            | 0            | 1                    | 0                    | 0                    | 0                    | 7        | 0      | 0           | 0          |
| M. Modić          | 5        | 0       | 0           | 0          | 0            | 0            | 0            | 0            | 1                    | 0                    | 0                    | 0                    | 6        | 0      | 0           | 0          |
| F. Forte          | 21       | -18     | 4           | 0          | 0            | 0            | 0            | 0            | 0                    | 0                    | 0                    | 0                    | 21       | -18    | 4           | 0          |

## Settore giovanile
Dal sito ufficiale della società
Staff tecnico
- Responsabile amministrativo: Paola Aceto
- Responsabile tecnico: Luigi De Rosa
- Responsabile area pre-agonistica: Alessandro Greco
- Segretario e responsabile contatti con la federazione: Stefano Tocci
- Allenatore Beretti: Francesco Modesto
- Preparatore atletico: Michele Bruni
- Magazziniere: Franco Apuzzo
- Dirigenti accompagnatori: Carlo Sprovieri e Romeo Rosito